# رافائل مارکز پینتو
رافائل مارکز پینتو (به پرتغالی: Rafael Marques Pinto) مدافع اهل برزیل است که در شهر ریودو ژانیرو و در تاریخ ۲۱ سپتامبر ۱۹۸۳ به دنیا آمده‌است.
رافائل مارکز پینتو در تیم‌های فوتبال Brasiliense سابقهٔ حضور دارد.